# België op het wereldkampioenschap voetbal 1994
België was een van de deelnemende landen op het wereldkampioenschap voetbal 1994 in de Verenigde Staten. Het was de negende deelname voor het land. Paul Van Himst nam als bondscoach voor het eerst deel aan het WK, eerder had hij als speler al deelgenomen aan WK 1970. België werd in de tweede ronde van het toernooi uitgeschakeld door Duitsland.

## Kwalificatie
België begon op 22 april 1992 in groep 4 aan de kwalificatie voor het wereldkampioenschap. Tegen de bescheiden voetballanden Cyprus en Faeröer pakte België telkens de volle buit (twee punten).
In de derde wedstrijd won België opnieuw. De Rode Duivels versloegen Tsjecho-Slowakije met 1-2, dankzij een goal van Alex Czerniatynski en een eigen doelpunt van Jozef Chovanec. De belangrijke uitzege werd gevolgd door een zege tegen grote concurrent Roemenië. Het team met sterspelers als Gheorghe Hagi, Dorinel Munteanu en Dan Petrescu werd met 1-0 geklopt dankzij een goal van Rudi Smidts. België sloot de heenronde uiteindelijk af zonder een punt te verliezen, want in de vijfde kwalificatiewedstrijd ging Wales voor de bijl. Het werd 2-0 na goals van Lorenzo Staelens en Marc Degryse.
De terugronde startte zoals de heenronde, met een makkelijke zege tegen Cyprus. Maar in het volgende duel dienden de Welshmen Ryan Giggs en Ian Rush de Rode Duivels hun eerste nederlaag toe. Vervolgens wonnen de Belgen opnieuw makkelijk van Faeröer.
Voor de volgende wedstrijd trokken de Rode Duivels naar Roemenië. In een geladen duel waarin twee strafschoppen werden omgezet, toonden de Roemenen zich het sterkst. Daardoor naderde Roemenië tot op een punt van België. Als Roemenië de laatste wedstrijd won, dan mochten de Rode Duivels niet verliezen van Tsjecho-Slowakije. In het Constant Vanden Stockstadion gingen de Tsjecho-Slowaken vol voor winst. Philippe Albert moest op een gegeven moment aan de noodrem trekken. Hij hield een doorgebroken speler neer en kreeg een rode kaart. Het bleef uiteindelijk 0-0, waardoor België en Roemenië naar het WK mochten. Het was overigens de laatste interland van Tsjecho-Slowakije, dat nadien splitste in Tsjechië en Slowakije.

### Kwalificatieduels
| 22 april 1992    | België            | 0 - 0 | Cyprus            |
| 3 juni 1992      | Faeröer           | 0 - 3 | België            |
| 2 september 1992 | Tsjecho-Slowakije | 1 - 2 | België            |
| 14 oktober 1992  | België            | 1 - 0 | Roemenië          |
| 18 november 1992 | België            | 2 - 0 | Wales             |
| 13 februari 1993 | Cyprus            | 0 - 3 | België            |
| 31 maart 1993    | Wales             | 2 - 0 | België            |
| 22 mei 1993      | België            | 3 - 0 | Faeröer           |
| 13 oktober 1993  | Roemenië          | 2 - 1 | België            |
| 17 november 1993 | België            | 0 - 0 | Tsjecho-Slowakije |

### Eindstand
| Nr | Land              | Wed | W | G | V  | DV | DT | Ptn |
| -- | ----------------- | --- | - | - | -- | -- | -- | --- |
| 1  | Roemenië          | 10  | 7 | 1 | 2  | 29 | 12 | 15  |
| 2  | België            | 10  | 7 | 1 | 2  | 16 | 5  | 15  |
| 3  | Tsjecho-Slowakije | 10  | 4 | 5 | 1  | 21 | 9  | 13  |
| 4  | Wales             | 10  | 5 | 2 | 3  | 19 | 12 | 12  |
| 5  | Cyprus            | 10  | 2 | 1 | 7  | 8  | 18 | 5   |
| 6  | Faeröer           | 10  | 0 | 0 | 10 | 1  | 38 | 0   |

## Het wereldkampioenschap
België werd voor de loting ondergebracht in pot 1, samen met regerend wereldkampioen Duitsland, Argentinië, Brazilië, Italië en de Verenigde Staten, organisator van het WK. De Rode Duivels belandden uiteindelijk in groep F, samen met Nederland, Marokko, Saoedi-Arabië.
Paul Van Himst kampte met een spitsenprobleem en hoopte daarom de Joegoslavische goalgetter Josip Weber mee te pakken naar het landentoernooi. De 30-jarige Weber speelde al jaren in België en maakte furore als topschutter van Cercle Brugge. Weber werd net voor het WK tot Belg genaturaliseerd en mocht van de bondscoach mee naar de Verenigde Staten.
Tijdens het WK dook het gerucht op dat Weber schulden had bij enkele ploegmaats. Vooral bij Luc Nilis en Marc Degryse had de spits na een kaartspel hoge schulden opgelopen. Volgens de pers was dat de reden waarom hij soms niet bij het spel van de Rode Duivels betrokken werd. Weber ontkende dit gerucht ten stelligste.
Ondanks de kleine perikelen wonnen de Duivels de eerste wedstrijd met 1-0 van Marokko. Degryse maakte via een kopbal het enige doelpunt van de partij. In de tweede wedstrijd stond de derby der Lage Landen op het programma. De Nederlanders waren favoriet, maar stuitten op een uitstekende Michel Preud'homme, die na het WK werd uitgeroepen tot wereldkeeper van het jaar. België won met 1-0 na een goal van Philippe Albert.
België kon groepswinnaar worden maar, verloor in de laatste wedstrijd verrassend met 0-1 van Saoedi-Arabië. Saeed Al-Owairan rolde al na 5 minuten de hele defensie op en trapte de bal hard binnen. Al-Owairan kreeg door deze actie de bijnaam "de Maradona van de Arabieren". Door de nederlaag werd Oranje groepswinnaar en moesten de Duivels het in de tweede ronde opnemen tegen Duitsland.
België kwam al snel op achterstand via een goal van Rudi Völler, maar Georges Grün zette de Belgen enkele minuten later weer op gelijke hoogte. De wedstrijd ging hevig van start, na 10 minuten zorgde Jürgen Klinsmann al voor de 2-1. Opnieuw Völler diepte de voorsprong nog voor de rust uit. In de tweede helft ging België op zoek naar de aansluitingstreffer. Weber stormde alleen op het doel af, maar werd door twee Duitsers neergehaald in het strafschopgebied. De Zwitserse scheidsrechter Kurt Röthlisberger oordeelde dat het geen penalty was. De Belgen reageerden furieus en voelden zich bekocht. In de slotminuten maakte Albert er nog 3-2 van. Röthlisberger, die op voorhand beschouwd werd als favoriet voor het fluiten van de finale, werd na het duel tussen Duitsland en België naar huis gestuurd.

### Uitrustingen
Sportmerk: Diadora
| Thuis | Uit | Doelman |

### Technische staf
De technische staf bestond hoofdzakelijk uit bondscoach Paul Van Himst en diens assistent Michel Sablon. Een keeperstrainer had België in 1994 niet, in tegenstelling tot buurlanden Duitsland en Nederland, die met respectievelijk Sepp Maier en Pim Doesburg wel over een keeperstrainer beschikten. Desondanks wist Michel Preud'homme zich te ontpoppen tot de beste doelman van het toernooi.
| Naam            | Functie           |
| --------------- | ----------------- |
| Technische staf |                   |
| Paul Van Himst  | Bondscoach        |
| Michel Sablon   | Assistent-trainer |
| Ariël Jacobs    | Scout             |

### Selectie
| No. | Naam                   | Wedstr. |   |   |   |   |   | Club               |
| --- | ---------------------- | ------- | - | - | - | - | - | ------------------ |
| 1   | Michel Preud'homme     | 4       | 0 | 0 | 0 | 0 | 0 | KV Mechelen        |
| 2   | Dirk Medved            | 2       | 0 | 0 | 0 | 1 | 0 | Club Brugge        |
| 3   | Vital Borkelmans       | 2       | 0 | 1 | 0 | 1 | 1 | Club Brugge        |
| 4   | Philippe Albert        | 3       | 2 | 1 | 0 | 0 | 0 | RSC Anderlecht     |
| 5   | Rudi Smidts            | 4       | 0 | 1 | 0 | 1 | 1 | Antwerp FC         |
| 6   | Lorenzo Staelens       | 4       | 0 | 0 | 0 | 0 | 0 | Club Brugge        |
| 7   | Franky Van der Elst    | 4       | 0 | 0 | 0 | 0 | 0 | Club Brugge        |
| 8   | Luc Nilis              | 3       | 0 | 0 | 0 | 1 | 2 | RSC Anderlecht     |
| 9   | Marc Degryse           | 3       | 1 | 0 | 0 | 0 | 1 | RSC Anderlecht     |
| 10  | Enzo Scifo             | 4       | 0 | 1 | 0 | 0 | 0 | AS Monaco          |
| 11  | Alex Czerniatynski     | 1       | 0 | 0 | 0 | 1 | 0 | KV Mechelen        |
| 12  | Filip De Wilde         | 0       | 0 | 0 | 0 | 0 | 0 | RSC Anderlecht     |
| 13  | Georges Grün           | 3       | 1 | 1 | 0 | 0 | 0 | FC Parma           |
| 14  | Michel De Wolf         | 4       | 0 | 0 | 0 | 0 | 0 | RSC Anderlecht     |
| 15  | Marc Emmers            | 3       | 0 | 0 | 0 | 1 | 1 | RSC Anderlecht     |
| 16  | Danny Boffin           | 3       | 0 | 0 | 0 | 1 | 1 | RSC Anderlecht     |
| 17  | Josip Weber            | 4       | 0 | 2 | 0 | 1 | 0 | Cercle Brugge      |
| 18  | Marc Wilmots           | 1       | 0 | 0 | 0 | 0 | 1 | Standard Luik      |
| 19  | Eric Van Meir          | 0       | 0 | 0 | 0 | 0 | 0 | Sporting Charleroi |
| 20  | Dany Verlinden         | 0       | 0 | 0 | 0 | 0 | 0 | Club Brugge        |
| 21  | Stephan Van der Heyden | 0       | 0 | 0 | 0 | 0 | 0 | Club Brugge        |
| 22  | Pascal Renier          | 0       | 0 | 0 | 0 | 0 | 0 | Club Brugge        |

### Wedstrijden

#### Poulefase
|                        |         |             |        |                                                                                         |
| 19 juni 1994 12:35 EST | Marokko | 0 – 1       | België | Citrus Bowl, Orlando Toeschouwers: 61.219 Scheidsrechter: José Torres Cadena (Colombia) |
| 19 juni 1994 12:35 EST |         | 11' Degryse |        | Citrus Bowl, Orlando Toeschouwers: 61.219 Scheidsrechter: José Torres Cadena (Colombia) |

| Marokko | België |

| Marokko:        |    |                       |     |
|                 |    |                       |     |
| GK              | 1  | Khalil Azmi           | 89' |
| RB              | 2  | Nacer Abdellah        |     |
| CB              | 5  | Smahi Triki           |     |
| CB              | 6  | Noureddine Naybet     | 23' |
| LB              | 3  | Abdelkrim El Hadrioui |     |
| MF              | 7  | Mustapha Hadji        |     |
| MF              | 8  | Rachid Azzouzi        | 89' |
| MF              | 9  | Mohammed Chaouch      | 82' |
| MF              | 10 | Mustafa El Haddaoui   | 69' |
| MF              | 15 | El Arbi Hababi        |     |
| CF              | 11 | Rachid Daoudi         | 26' |
| Invallers:      |    |                       |     |
| FW              | 13 | Ahmed Bahja           | 69' |
| MF              | 21 | Mohamed Samadi        | 82' |
| GK              | 22 | Zakaria Alaoui        | 89' |
| Coach:          |    |                       |     |
| Abdellah Blinda |    |                       |     |

| België:        |    |                     |     |
|                |    |                     |     |
| GK             | 1  | Michel Preud'homme  |     |
| RB             | 6  | Lorenzo Staelens    |     |
| CB             | 13 | Georges Grün        | 81' |
| CB             | 14 | Michel De Wolf      |     |
| LB             | 5  | Rudi Smidts         |     |
| RM             | 9  | Marc Degryse        |     |
| CM             | 7  | Franky Van der Elst |     |
| CM             | 10 | Enzo Scifo          |     |
| LM             | 16 | Danny Boffin        | 85' |
| CF             | 8  | Luc Nilis           | 53' |
| CF             | 17 | Josip Weber         | 85' |
| Invallers:     |    |                     |     |
| MF             | 15 | Marc Emmers         | 53' |
| DF             | 3  | Vital Borkelmans    | 85' |
| Coach:         |    |                     |     |
| Paul Van Himst |    |                     |     |

|                        |            |       |           |                                                                                       |
| 25 juni 1994 12:35 EST | België     | 1 – 0 | Nederland | Citrus Bowl, Orlando Toeschouwers: 62.387 Scheidsrechter: Renato Marsiglia (Brazilië) |
| 25 juni 1994 12:35 EST | Albert 65' |       |           | Citrus Bowl, Orlando Toeschouwers: 62.387 Scheidsrechter: Renato Marsiglia (Brazilië) |

| België | Nederland |

| België:        |    |                     |         |
|                |    |                     |         |
| GK             | 1  | Michel Preud'homme  |         |
| RWB            | 15 | Marc Emmers         | 78'     |
| CB             | 13 | Georges Grün        |         |
| CB             | 14 | Michel De Wolf      |         |
| CB             | 4  | Philippe Albert     |         |
| LWB            | 3  | Vital Borkelmans    | 20' 61' |
| CM             | 6  | Lorenzo Staelens    |         |
| CM             | 7  | Franky Van der Elst |         |
| CM             | 10 | Enzo Scifo          |         |
| CF             | 9  | Marc Degryse        |         |
| CF             | 17 | Josip Weber         | 85'     |
| Invallers:     |    |                     |         |
| DF             | 5  | Rudi Smidts         | 61'     |
| DF             | 2  | Dirk Medved         | 78'     |
| Coach:         |    |                     |         |
| Paul Van Himst |    |                     |         |

| Nederland:    |    |                 |         |
|               |    |                 |         |
| GK            | 1  | Ed de Goey      |         |
| RB            | 18 | Stan Valckx     |         |
| CB            | 4  | Ronald Koeman   |         |
| LB            | 2  | Frank de Boer   |         |
| RM            | 3  | Frank Rijkaard  | 81'     |
| CM            | 8  | Wim Jonk        | 39'     |
| LM            | 6  | Jan Wouters     | 19'     |
| RW            | 17 | Gaston Taument  | 64'     |
| AM            | 10 | Dennis Bergkamp | 88'     |
| CF            | 9  | Ronald de Boer  | 45'     |
| LW            | 18 | Bryan Roy       |         |
| Invallers:    |    |                 |         |
| MF            | 5  | Rob Witschge    | 45' 49' |
| FW            | 7  | Marc Overmars   | 64'     |
| Coach:        |    |                 |         |
| Dick Advocaat |    |                 |         |

|                        |        |               |               |                                                                                            |
| 29 juni 1994 12:35 EST | België | 0 – 1         | Saoedi-Arabië | RFK Stadium, Washington D.C. Toeschouwers: 52.959 Scheidsrechter: Hellmut Krug (Duitsland) |
| 29 juni 1994 12:35 EST |        | 5' Al-Owairan |               | RFK Stadium, Washington D.C. Toeschouwers: 52.959 Scheidsrechter: Hellmut Krug (Duitsland) |

| België | Saoedi-Arabië |

| België:        |    |                     |       |
|                |    |                     |       |
| GK             | 1  | Michel Preud'homme  |       |
| RB             | 2  | Dirk Medved         |       |
| CB             | 14 | Michel De Wolf      |       |
| CB             | 3  | Philippe Albert     | 90+2' |
| LB             | 5  | Rudi Smidts         | 80'   |
| RM             | 6  | Lorenzo Staelens    |       |
| CM             | 7  | Franky Van der Elst |       |
| CM             | 10 | Enzo Scifo          | 61'   |
| LM             | 16 | Danny Boffin        |       |
| CF             | 9  | Marc Degryse        | 24'   |
| CF             | 18 | Marc Wilmots        | 54'   |
| Invallers:     |    |                     |       |
| FW             | 8  | Luc Nilis           | 24'   |
| FW             | 17 | Josip Weber         | 54'   |
| Coach:         |    |                     |       |
| Paul Van Himst |    |                     |       |

| Saoedi-Arabië: |    |                      |     |
|                |    |                      |     |
| GK             | 1  | Mohamed Al-Deayea    | 90' |
| DF             | 4  | Abdullah Zubromawi   |     |
| DF             | 3  | Mohammed Al-Khilaiwi |     |
| DF             | 5  | Ahmad Jamil Madani   | 3'  |
| DF             | 13 | Mohamed Al-Jawad     |     |
| RM             | 16 | Talal Jebreen        |     |
| CM             | 10 | Saeed Al-Owairan     | 62' |
| CM             | 8  | Fahad Al-Bishi       |     |
| LM             | 19 | Hamzah Saleh         | 30' |
| CF             | 9  | Majed Abdullah       |     |
| CF             | 20 | Hamzah Idris         | 77' |
| Invallers:     |    |                      |     |
| DF             | 2  | Abdullah Al-Dosari   | 62' |
| FW             | 14 | Khalid Al-Muwallid   | 45' |
| Coach:         |    |                      |     |
| Jorge Solari   |    |                      |     |

#### Tweede ronde
|                       |                              |       |                    |                                                                                              |
| 2 juli 1994 12:00 CST | Duitsland                    | 3 – 2 | België             | Soldier Field, Chicago Toeschouwers: 60.246 Scheidsrechter: Kurt Röthlisberger (Zwitserland) |
| 2 juli 1994 12:00 CST | Völler 6', 40' Klinsmann 11' |       | 8' Grün 90' Albert | Soldier Field, Chicago Toeschouwers: 60.246 Scheidsrechter: Kurt Röthlisberger (Zwitserland) |

| Duitsland | België |

| Duitsland:  |    |                  |     |
|             |    |                  |     |
| GK          | 1  | Bodo Illgner     |     |
| RWB         | 14 | Thomas Berthold  |     |
| CB          | 4  | Jürgen Kohler    |     |
| CB          | 10 | Lothar Matthäus  | 45' |
| CB          | 5  | Thomas Helmer    | 13' |
| LWB         | 17 | Martin Wagner    | 37' |
| CM          | 6  | Guido Buchwald   |     |
| CM          | 16 | Matthias Sammer  |     |
| CM          | 8  | Thomas Häßler    |     |
| CF          | 13 | Rudi Völler      |     |
| CF          | 18 | Jürgen Klinsmann | 86' |
| Invallers:  |    |                  |     |
| MF          | 3  | Andreas Brehme   | 45' |
| FW          | 11 | Stefan Kuntz     | 86' |
| Coach:      |    |                  |     |
| Berti Vogts |    |                  |     |

| België:        |    |                     |     |
|                |    |                     |     |
| GK             | 1  | Michel Preud'homme  |     |
| RWB            | 15 | Marc Emmers         |     |
| CB             | 13 | Georges Grün        |     |
| CB             | 14 | Michel De Wolf      |     |
| CB             | 4  | Philippe Albert     | 38' |
| LWB            | 5  | Rudi Smidts         | 66' |
| CM             | 18 | Lorenzo Staelens    |     |
| CM             | 7  | Franky Van der Elst |     |
| CM             | 10 | Enzo Scifo          |     |
| CF             | 17 | Josip Weber         |     |
| CF             | 8  | Luc Nilis           | 78' |
| Invallers:     |    |                     |     |
| FW             | 11 | Alex Czerniatynski  | 78' |
| MF             | 16 | Danny Boffin        | 66' |
| Coach:         |    |                     |     |
| Paul Van Himst |    |                     |     |

KBVB · A-internationals · Selecties · Statistieken · Bondscoaches · Belgisch vrouwenelftal · Olympisch elftal · België U21 · België U20 · België U19 · België U18 · België U17 · België U16 · Vrouwen U19 · Vrouwen U17
Albanië ·
Algerije ·
Andorra ·
Argentinië ·
Armenië ·
Australië ·
Azerbeidzjan ·
Bosnië en Herzegovina · 
Brazilië ·
Bulgarije ·
Burkina Faso ·
Canada ·
Chili ·
Colombia ·
Costa Rica ·
Cyprus ·
DDR ·
Denemarken ·
Duitsland ·
Egypte ·
El Salvador ·
Engeland ·
Estland ·
Faeröer ·
Finland ·
Frankrijk ·
Gabon ·
Gibraltar ·
Griekenland ·
Hongarije ·
Ierland ·
IJsland ·
Irak ·
Israël ·
Italië ·
Ivoorkust ·
Japan ·
Joegoslavië ·
Kazachstan ·
Kroatië · 
Letland ·
Litouwen ·
Luxemburg ·
Malta ·
Marokko ·
Mexico ·
Montenegro · 
Nederland ·
Noord-Ierland ·
Noord-Macedonië ·
Noorwegen ·
Oekraïne ·
Oostenrijk ·
Panama · 
Paraguay ·
Peru ·
Polen ·
Portugal ·
Qatar ·
Roemenië ·
Rusland ·
San Marino ·
Saoedi-Arabië ·
Schotland ·
Servië ·
Servië en Montenegro ·
Slovenië ·
Slowakije ·
Sovjet-Unie ·
Spanje ·
Tsjechië ·
Tsjecho-Slowakije ·
Tunesië · 
Turkije · 
Uruguay · 
Verenigde Staten · 
Wales · 
Wit-Rusland ·
Zambia · 
Zuid-Korea · 
Zweden · 
Zwitserland
Algerije (2014) ·
Argentinië (2014) · 
Brazilië (2018) · 
Canada (2022) · 
Denemarken (2021) · 
Engeland (2018, 1) · 
Engeland (2018, 2) · 
Finland (2021) · 
Frankrijk (1904) ·
Frankrijk (2018) · 
Ierland (2016) · 
Italië (2016) · 
Italië (2021) · 
Japan (2018) · 
Kroatië (2022) · 
Marokko (2022) · 
Nederland (1985) · 
Panama (2018) ·
Polen (1982) · 
Portugal (2021) · 
Rusland (2014) · 
Rusland (2021) · 
Sovjet-Unie (1982) · 
Tunesië (2018) · 
Verenigde Staten (2014) ·
West-Duitsland (1980) · 
Zuid-Korea (2014)